# 파비올라 자노티
파비올라 자노티(이탈리아어: Fabiola Gianotti, 1962년 10월 29일)는 이탈리아의 입자물리학자이다. 유럽 입자 물리 연구소(CERN) 소속으로 아틀라스(ATLAS) 실험실 대변인으로서 힉스 입자의 발견에 공헌하였다. 2012년 특별 기초물리학상을 수상하였다.